# 中国科技会堂
39°54′32″N 116°20′01″E / 39.9090083°N 116.3336844°E

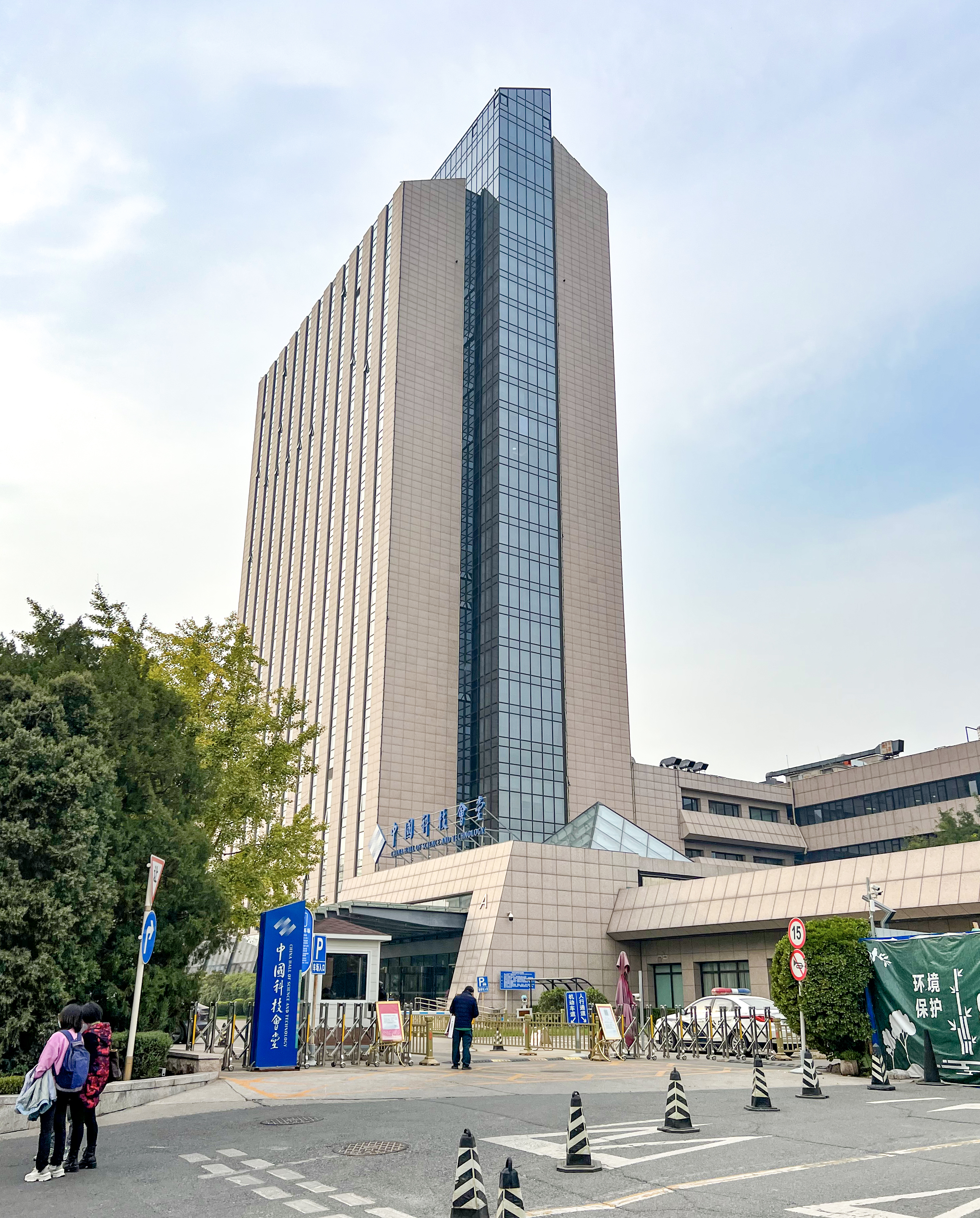
中国科技会堂

中国科技会堂是一座位于北京市海淀区复兴路3号的多功能综合性科技活动场所，隶属于中国科学技术协会。该会堂于1996年3月18日建成运营，2009年11月6日经过全面装修改造后重新开业。该会堂具有会议、展览、娱乐、客房、餐饮等功能。该会堂在木樨地，附近为木樨地桥、玉渊潭公园等。